# Phyllanthus (plante)
Pour l’article homonyme, voir Phyllanthus.
Genre
Phyllanthus est un genre de plantes à fleurs de la famille des Phyllanthaceae.
Des vertus médicinales (antivirales, par exemple contre l'hépatite B chronique) sont attribuées à certaines des espèces du genre.

## Liste des espèces, sous-espèces, variétés et formes
Selon Catalogue of Life (30 août 2015) :
- Phyllanthus atripennis (Swainson, 1837)

Selon GRIN (30 août 2015) :
- Phyllanthus abnormis Baill.
- Phyllanthus acidus (L.) Skeels
- Phyllanthus acuminatus Vahl
- Phyllanthus amarus Schumach.
- Phyllanthus angustifolius (Sw.) Sw.
- Phyllanthus arbuscula (Sw.) J. F. Gmel.
- Phyllanthus brasiliensis (Aubl.) Poir.
- Phyllanthus chacoensis Morong
- Phyllanthus cochinchinensis Spreng.
- Phyllanthus cuscutiflorus S. Moore
- Phyllanthus debilis J. G. Klein ex Willd.
- Phyllanthus emblica L.
- Phyllanthus engleri Pax
- Phyllanthus fluitans Benth. ex Müll. Arg.
- Phyllanthus fraternus G. L. Webster
- Phyllanthus grandifolius L.
- Phyllanthus lacunarius F. Muell.
- Phyllanthus maderaspatensis L.
- Phyllanthus muellerianus (Kuntze) Exell
- Phyllanthus niruri L.
- Phyllanthus parvifolius Buch.-Ham. ex D. Don
- Phyllanthus piscatorum Kunth
- Phyllanthus polygonoides Nutt. ex Spreng.
- Phyllanthus pseudocanami Müll. Arg.
- Phyllanthus pulcher Wall. ex Müll. Arg.
- Phyllanthus reticulatus Poir.
- Phyllanthus saffordii Merr.
- Phyllanthus salviifolius Kunth
- Phyllanthus tenellus Roxb.
- Phyllanthus urinaria L.
- Phyllanthus virgatus G. Forst.
- Phyllanthus warnockii G. L. Webster

Selon ITIS (30 août 2015) :
- Phyllanthus abnormis Baill.
- Phyllanthus acidus (L.) Skeels
- Phyllanthus acuminatus Vahl
- Phyllanthus amarus Schumach. & Thonn.
- Phyllanthus angustifolius (Sw.) Sw.
- Phyllanthus caroliniensis Walter
- Phyllanthus cuneifolius (Britton) Croizat
- Phyllanthus debilis Klein ex Willd.
- Phyllanthus distichus Hook. & Arn.
- Phyllanthus emblica L.
- Phyllanthus epiphyllanthus L.
- Phyllanthus ericoides Torr.
- Phyllanthus evanescens Brandegee
- Phyllanthus fraternus G.L. Webster
- Phyllanthus juglandifolius Willd.
- Phyllanthus liebmannianus Müll. Arg.
- Phyllanthus marianus Müll. Arg.
- Phyllanthus niruri L.
- Phyllanthus orbicularis Kunth
- Phyllanthus palauensis Hosok.
- Phyllanthus pentaphyllus C. Wright ex Griseb.
- Phyllanthus polygonoides Nutt. ex Spreng.
- Phyllanthus pulcher Wall. ex Müll. Arg.
- Phyllanthus rupiinsularis Hosok.
- Phyllanthus saffordii Merr.
- Phyllanthus stipulatus (Raf.) G.L. Webster
- Phyllanthus tenellus Roxb.
- Phyllanthus urinaria L.
- Phyllanthus warnockii G.L. Webster

Selon World Checklist of Selected Plant Families (WCSP) (30 août 2015) :

Selon The Plant List (30 août 2015) :

Selon Tropicos (30 août 2015) (Attention liste brute contenant possiblement des synonymes) :

## Galerie

Quelques espèces de Phyllanthus cultivées et conservées au Jardin botanique de la reine Sirikit, Thaïlande
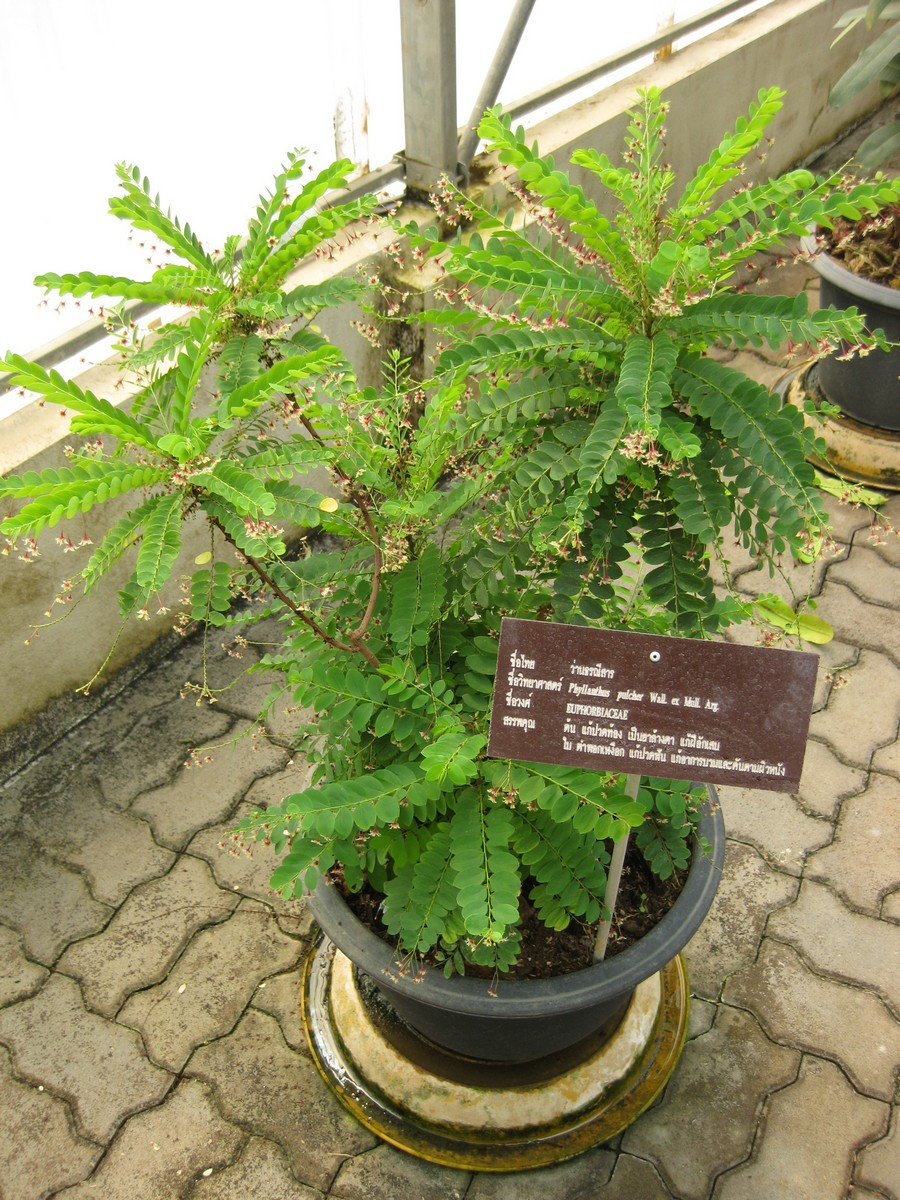
Phyllanthus pulcher
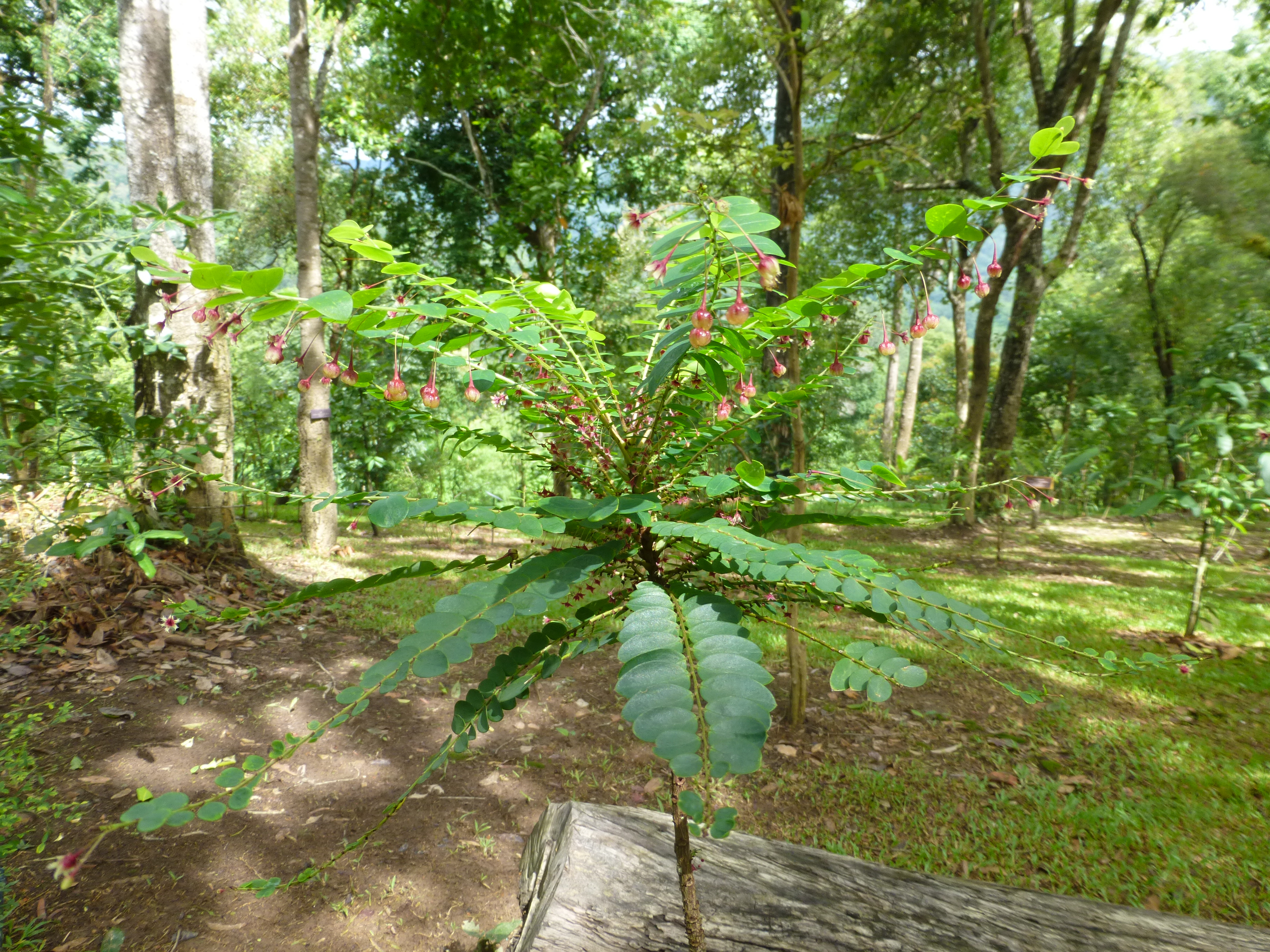
Phyllanthus pulcher
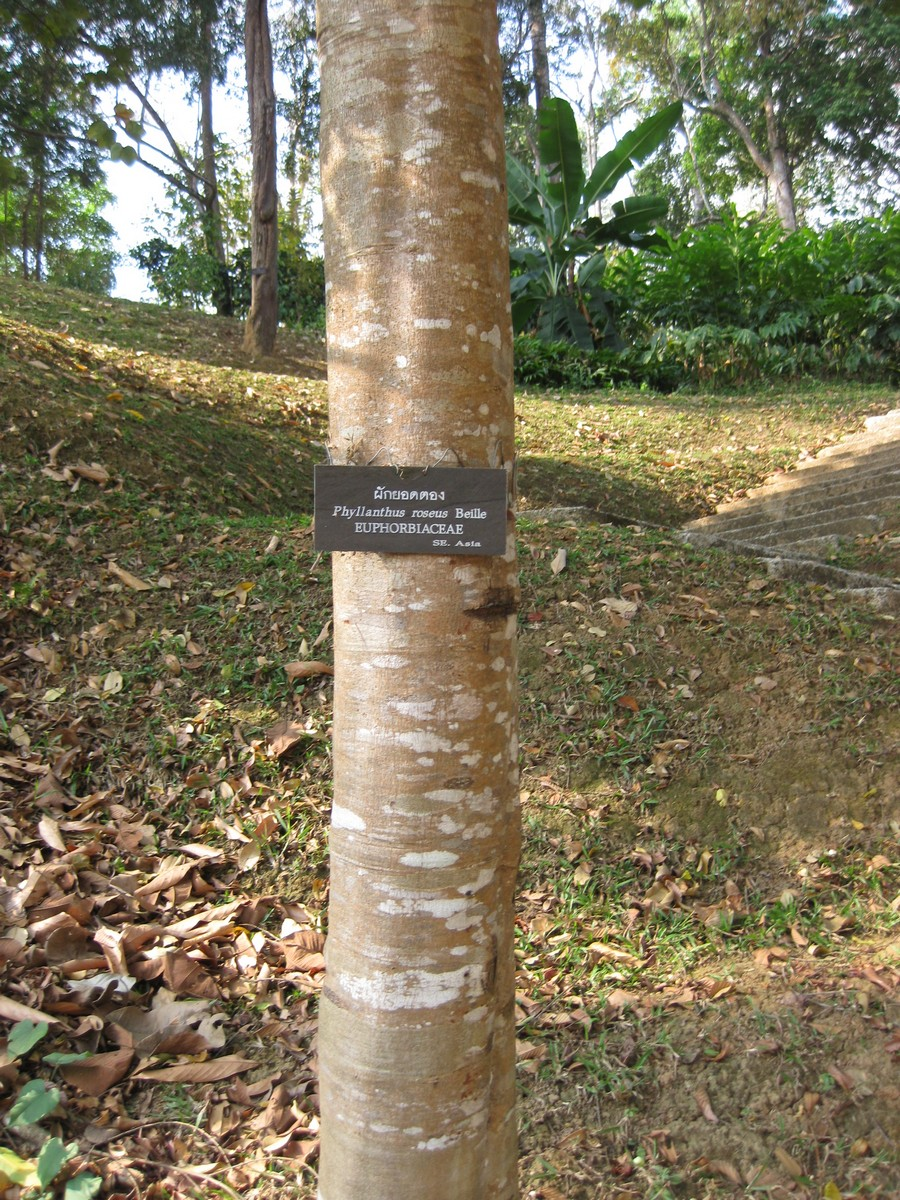
Phyllanthus roseus
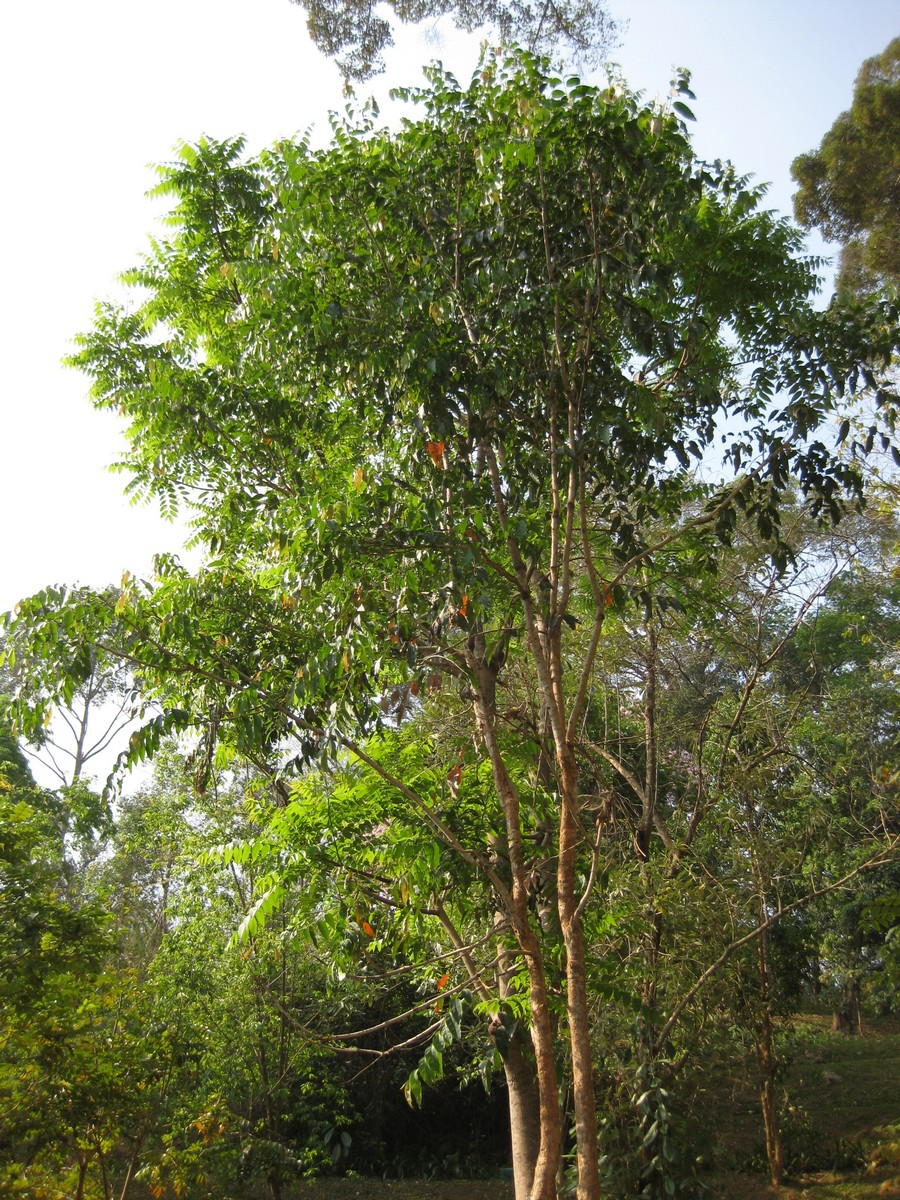
Phyllanthus sphaerogynus
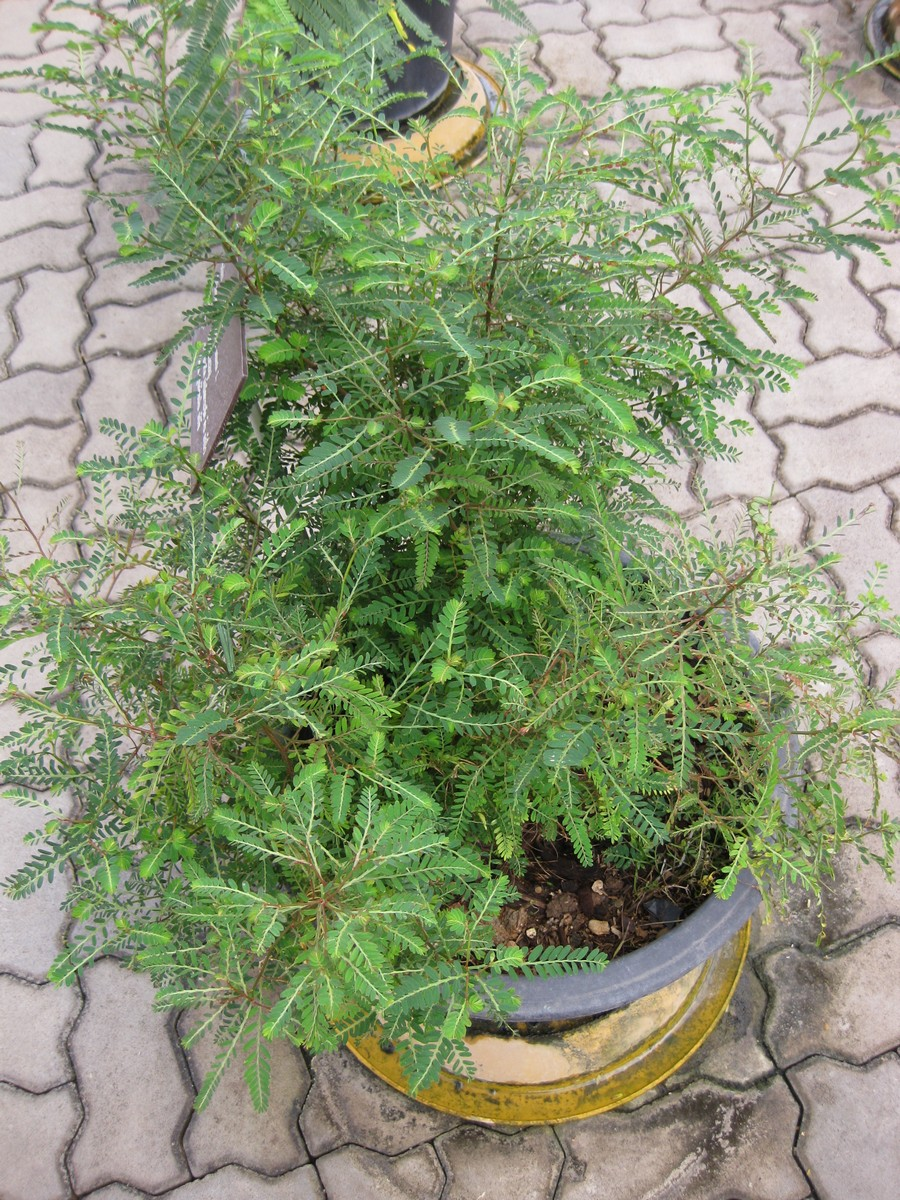
Phyllanthus urinaria